# Sijbekarspel
Sijbekarspel is een dorp in de gemeente Medemblik, in de Nederlandse provincie Noord-Holland. Het dorp telt ongeveer 935 inwoners (2023).
Sijbekarspel is gelegen tussen het dorp Benningbroek en Gouwe net ten noorden van Wognum. Sijbekarspel kent een dorpskern bij Benningbroek, de rest van de bewoning loopt in lint naar Gouwe.
Tot 1 januari 1979 was Sijbekarspel een zelfstandige gemeente, waartoe ook het dorp Benningbroek en de buurtschap Het Hoogeland behoorden. In 1979 fuseerde de gemeente met de gemeenten Abbekerk, Midwoud, Opperdoes, Twisk en het dorp Hauwert (tot dan behorend tot de gemeente Nibbixwoud) tot de gemeente Noorder-Koggenland, die zelf per 1 januari 2007 fuseerde tot de gemeente Medemblik.

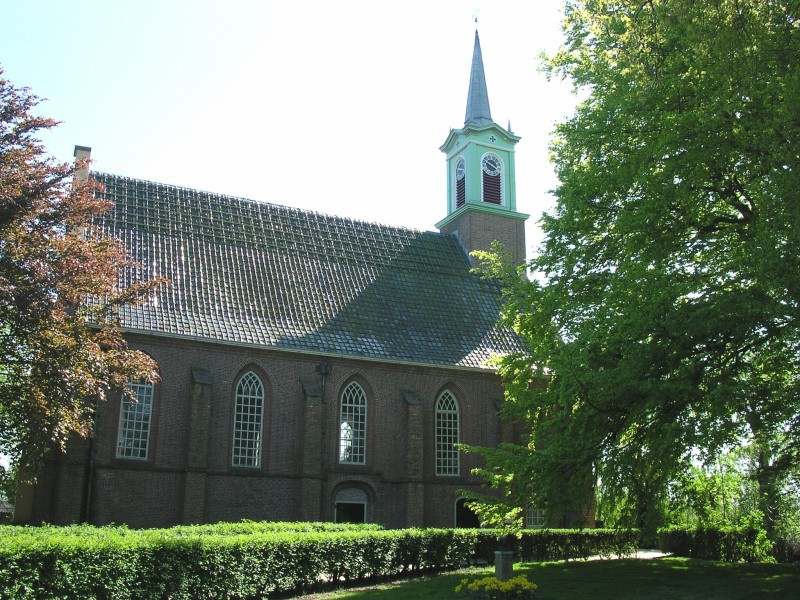
De Hervormde Kerk

De huidige kerk van Sijbekarspel is gevestigd in dit lintgedeelte. De oorspronkelijke kerk werd gebouwd op een verhoogd kerkhof omstreeks 1150, in de 16e eeuw vond een soort van restauratieherbouw plaats, de kerk werd in 1547 voltooid. De muren werden in de jaren zestig van de twintigste eeuw opnieuw gemetseld met oude handgevormde steentjes. De kerk wordt eens in de zes weken nog gebruikt voor een kerkdienst. Sinds 1998 wordt onder de naam Muziek bij kaarslicht concerten van voornamelijk jonge talenten georganiseerd in de kerk door de Culturele Commissie Sijbekarspel.
Sijbekarspel kent een duidelijk plattelandskarakter, een groot deel van de dorpskern kan men omschrijven als pittoresk. Dit dankt men ook aan het feit dat het dorp is aangeduid als kleine kern, wat inhoudt dat de uitbreiding vooral voor lokale inwoners moet zijn en dat er rekening moet gehouden worden met de stijl van bouwen.

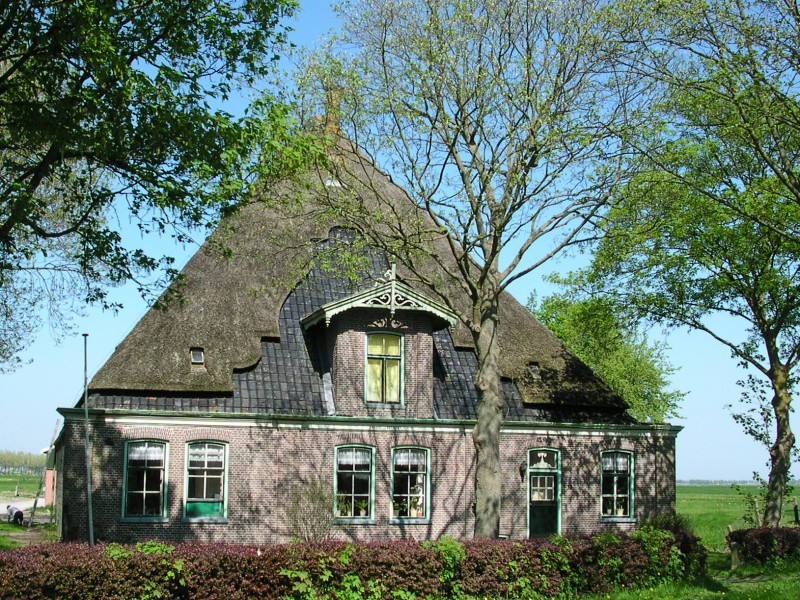
Een van de vele stolpboerderijen, deze is uit 1874

De plaats komt in 1310 voor als Siboutskerspel, in 1343 als Syboutskerspel en in 1494 als Zypekerspel. De oorspronkelijke naam zou verwijzen naar dit een parochie of kerkdorp was van of gesticht door ene Sybout.
De plaats kreeg in 1414 samen met Benningbroek van hertog Willem VI van Beieren de status van 'Stede'. Dit plattelandsstadsrecht heeft bestaan tot de Franse Tijd.
Met Benningbroek deelde de plaats het station Benningbroek-Sijbekarspel, dit station was onderdeel van de lijn Hoorn - Medemblik. Het station werd in gebruik genomen op 3 november 1887, maar op 5 januari 1941 gesloten. Sindsdien is het geen officieel stopplaats meer. Het stationsgebouw dat gevestigd is in Benningbroek is een laag langwerpig gebouw.